# Aethes confinis
Aethes confinis is een vlinder uit de familie bladrollers (Tortricidae). De wetenschappelijke naam is voor het eerst geldig gepubliceerd in 1974 door Razowski.
De soort komt voor in Europa.